# Museo de Barcos y Armas Fuerte de San José el Alto
El Museo de Arqueología Subacuática Fuerte de San José el Alto  (ex Museo de Barcos y Armas periodo 1995-2016) es un museo ubicado en la ciudad de San Francisco de Campeche, capital del estado de Campeche, en México. Alberga una colección inédita compuesta por más de 900 objetos procedentes de contextos arqueológicos subacuáticos en aguas marinas del Golfo de México y Caribe Mexicano, así como de ríos, lagos, lagunas, manantiales, arroyos, cenotes, cuevas inundadas, semi-inundadas y terrenos ganados al mar de la península de Yucatán.

## Historia
El museo se encuentra en el reducto del fuerte de San José el Alto, cuya construcción terminó el 9 de agosto de 1792, según la inscripción que se conserva en su fachada. La obra fue realizada gracias al teniente de rey, José Sabido de Vargas, quien asumió el cargo entre 1784 y 1793. El reducto se aprecia en un plano elaborado en 1799 por Juan José de León, donde se determina que su superficie es de 1828,79 m².
A finales del siglo XIX se demolió parcialmente para inutilizarlo ante el avance del ejército de Antonio López de Santa Anna, inutilizándolo junto con la batería de San Matías.  Posteriormente el edificio fue utilizado como bodega de material prehispánico y colonial. A finales del siglo XX fue restaurado por el Instituto Nacional de Antropología e Historia (INAH) y el gobierno del Estado, después de lo cual abrió parcialmente al público para exhibir parte de la colección que había resguardado como bodega.
El 9 de febrero de 1995 fue inaugurado como museo, mostrándose retratos de algunos de los piratas que asaltaron la plaza durante el periodo virreinal. El 7 de diciembre de 2017 fue re inaugurado como Museo de Arqueología Subacuática para el conocimiento al público en general sobre los hallazgos más relevantes de esta disciplina en México por más de tres décadas. Hoy día cuenta con una distinción como Buena Práctica
 por la Convención de la UNESCO de 2001 sobre la Protección del Patrimonio Cultural Subacuático.

## Descripción del edificio
El Fuerte San José el Alto es una estructura sin baluartes, esta rodeado por una crujía de habitaciones y un foso en torno al patio, que servían como guardia, almacenes de víveres, alojamientos para la tropa, repuestos de pólvora, de pertrechos, etc. Las habitaciones contaban con claraboyas lumbreras que servían como doble función; desde iluminar los interiores y servir como troneras en las cuales se defendía e foso. 
Para acceder a la parte superior se utiliza una escalera adosada a las habitaciones del lado del mar soportada por arcos montantes; en este lugar se localizan cuatro cañoneras con sus respectivos parapetos, merlones, a excepción del lado del mar.

## Temática
El Museo cuenta con seis salas en operación donde se exhiben armas de los siglos XVI al XIX. La colección incluye sables y espadas que pertenecieron a don Pedro Sáinz de Baranda y Borreiro, al general Antonio Gaona, a don Agustín de Iturbide, al general Manuel Gómez Pedraza y a don Mariano Escobedo. Otras piezas interesantes que se pueden observar en el museo son: el cañón denominado media culebrina, arma cilíndrica de bronce del siglo XVI (1552), el más antiguo de su tipo localizado en el hemisferio occidental, que fue encontrado en la Sonda de Campeche; la caña de timón o “del perro galgo”, como se le conoce por tratarse de una talla en madera de ébano con esa figura, que fue encontrada en el lecho del río Viejo o río Seco, afluente del río Palizada, a finales del siglo XIX. Entre las reproducciones a escala de barcos destaca el galeón, que muestra las características de los barcos mercantes que sorteaban el trayecto atlántico entre España y América; otra embarcación interesante es la reproducción del Golden Haind o Ciervo de Oro, obra de arte del modelismo naval que muestra la estructura típica de una nave preparada para la piratería, cuyo capitán fue el corsario inglés Francis Drake, quien junto a su pariente John Hawkins asediaron el Puerto de San Francisco de Campeche, por el año 1567.

### Piezas
- Cañón media culebrina, arma cilíndrica de bronce datadas del siglo XVI (1552)
- La caña de timón también conocida como "perro galgo" .
- Representación a escala de barcos como "El Galeón" barco mercante que sorteaba el trayecto Atlántico entre España y América, el Golden Hine" también conocido como "Ciervo de Oro" obra de arte del modelismo naval que muestra la estructura de una nave preparada para la piratería.
- Colección de más de 300 piezas de joyería de oro y gemas conocido como el "Tesoro del arrecife Alacranes".

Enlaces
Paseo virtual